# Noctua terracotta
Noctua terracotta är en fjärilsart som beskrevs av Charles Boursin 1963. Noctua terracotta ingår i släktet Noctua och familjen nattflyn. Inga underarter finns listade i Catalogue of Life.